# La Chapelle-sur-Usson
La Chapelle-sur-Usson település Franciaországban, Puy-de-Dôme megyében. Lakosainak száma 86 fő (2022. január 1.). La Chapelle-sur-Usson Bansat, Champagnat-le-Jeune, Esteil, Lamontgie, Saint-Jean-Saint-Gervais és Le Vernet-Chaméane községekkel határos.

## Népesség
A település népességének változása:
| Lakosok száma | 66   | 62   | 68   | 74   | 80   | 83   | 84   | 86   | 86   |
|               | 2013 | 2015 | 2016 | 2017 | 2018 | 2019 | 2020 | 2021 | 2022 |